# Seiseki Abe
Seiseki Abe (jap. 阿部醒石 Abe Seiseki; ur. 26 kwietnia 1915 w Osace, zm. 18 maja 2011 w Osace) – japoński aikidoka (10. dan) i mistrz kaligrafii, emerytowany nauczyciel szkoły średniej.
Był jednym z przodujących w Japonii mistrzów kaligrafii. Zajął się nią w wieku 19 lat (rok 1934), pod wpływem ojca, który nauczał kaligrafii w szkole podstawowej. Rozpoczął treningi aikido w 1952. Był osobistym uczniem Morihei Ueshiby. W czasie ostatnich lat życia o-sensei'a uczył go kaligrafii.
Niekiedy podaje się, że sensei Abe posiadał 8. dan. Wiąże się to z faktem, że stopień 10. dan został mu przyznany przez Morihei Ueshibę wyłącznie ustnie.